# Comitè de Membres de l'Assemblea Constituent

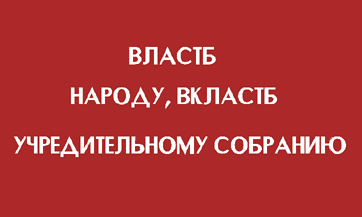
Bandera del Komutx

El Komutx (Comitè de Membres de l'Assemblea Constituent - Komitet Txlénov Utxredítelnogo Sobrània) es va formar el juny de 1918 després de l'ocupació de Samara per la Legió Txeca. Era un govern de centreesquerra dirigit per Vladímir Volski, i pretenia representar tot Rússia. Va adoptar una bandera vermella amb la inscripció "Poder al poble. Poder a l'Assemblea Constituent!" (Vlast narodu. Vlast Utxredítelnogu Sobràniu!). La bandera de l'exèrcit era l'anomenada bandera de Sant Jordi (franges horitzontals, tres de negres i dues de groc taronja). Després que els txecs deixessin la lluita a primera línia, els bolxevics van amenaçar Samara. Des del setembre de 1918 el Komutx va deixar de ser el Comitè per convertir-se en el Congrés. Avançat l'any 1918, el Congrés va fugir a Omsk, on al novembre hi va prendre el poder l'almirall Koltxak, amb la qual cosa va acabar la seva activitat.